# Пая великочуба
Па́я великочуба (Cyanocorax dickeyi) — вид горобцеподібних птахів родини воронових (Corvidae). Ендемік Мексики. Вид названий на честь американського орнітолога Дональда Райдера Дікі.

## Опис
Довжина птаха становить 37 см, вага 160—185 г. Голова, горло і верхня частина грудей чорні, над під очима лавандово-сірі плями, потилиця, плечі і шия з боків білі. Спина, крила і верхня частина хвоста фіолетово-сині, решта тіла біла. На лобі помітний чорний чуб. Очі жовті, дзьоб і лапи чорні.

## Поширення і екологія
Великочубі паї мешкають на північному заході Мексики, на тихоокеанських схилах Західної Сьєрра-Мадре, від Сіналоа і Дуранго до північного Наярита. Вони живуть в сосново-дубових лісах в каньйонах, на висоті від 1350 до 2150 м над рівнем моря. Зустрічаються невеликими сімейними зграями до 20 птахів.
Великочубі паї є всеїдними птахами, живляться насінням, жолудями, ягодами і плодами, а також безхребетними, зокрема жуками. Вони моногамні птахи. Гніздування починається в квітні. Гніздо чашоподібне, робиться з переплетених гілок, встелюється рослинними волокнами. Великочубим паям притаманний колективний догляд за пташенятами, в якому беруть участь усі члени зграї.

## Збереження
МСОП класифікує стан збереження цього виду як близький до загрозливого. За оцінками дослідників, популяція великочубих пай становить від 10 до 20 тисяч дорослих птахів. Їм загрожує знищення природного середовища.